# Massimiliano Smeriglio
Massimiliano Smeriglio, né le 8 mai 1966 à Rome, est un homme politique italien, membre du Parti démocrate, puis depuis 2024 de l'Alliance des Verts et de la gauche.